# Бунеш
Бунеш (на македонска литературна норма: Бунеш) село в община Пробищип, Северна Македония.

## География
Землището на Бунеш е 11,3 km2, от които земеделската площ е 1101 хектара – 444 хектара обработваема земя, 586 хектара пасища и 71 хектара гори.

## История
Селото е споменато като „селище“ – изоставено село – сред владенията на близкия манастир „Свети Гаврил Лесновски“ в грамота на деспот Константин Драгаш от 1381 г.
Според статистиката на Васил Кънчов („Македония. Етнография и статистика“) към 1900 година в Бунеш живеят 252 българи християни.
В началото на XX век населението на Бунеш е под върховенството на Българската екзархия. По данни на секретаря на екзархията Димитър Мишев („La Macédoine et sa Population Chrétienne“) в 1905 година в Бунеш (Bouneche) има 280 българи екзархисти и 12 власи и функционира българско училище.
При избухването на Балканската война в 1912 година един човек от Бунеш е доброволец в Македоно-одринското опълчение.
В 2002 година в Бунеш има 48 жители (27 мъже и 21 жени), които живеят в 27 домакинства, а в селото има общо 72 жилища.
Църквата „Свети Илия“ е от XIX век. Не е изписана.

## Личности
Родени в Бунеш
- Трайко Стойнев (1892 – ?), македоно-одрински опълченец, Първа рота на Кюстендилската дружина[8]
- Туше (? – 1923), деец на ВМРО, загинал в сражение със сръбски части на 19 април 1923 година[9] или след 1924 година[10]
- Перко Колевски (1944 – 2021), северномакедонски политик